# Немухин, Александр Владимирович
Александр Владимирович Немухин (9 июня 1946, Москва — 18 июля 2023, там же) — советский и российский химик, специалист в области квантовой химии.

## Биография
Родился 9 июня 1946 года в г. Москве. В 1969 году окончил химический факультет МГУ. С 1975 года — кандидат, с 1989 года — доктор химических наук. Профессор кафедры физической химии с 1991 года.
В 1966 году на кафедре неорганической химии химического факультета МГУ создана лаборатория химической кибернетики под руководством академика В.И. Спицына, с 1973 года лаборатория становится межкафедральной, с 1993 года — входит в состав кафедры физической химии. С 1993 года по 2020 год лабораторией заведовал А.В. Немухин. С 2020 года заведовал лабораторией квантовой химии и молекулярного моделирования, образованной путем объединения лаборатории химической кибернетики и лаборатории строения и квантовой механики молекул (Приказ ректора МГУ №949 от 02.10.2020).

## Научная деятельность
В область научных интересов А.В. Немухина входят молекулярное моделирование в химии, теория строения и динамики молекул, квантовая химия. Основные результаты относятся к развитию методов расчетов свойств молекул, развитию методов теоретического исследования механизмов химических реакций в газовой фазе и в конденсированных состояниях.
Разработал оригинальные методы моделирования явлений низкотемпературной химии и матричной изоляции. Совместно с сотрудниками разработал комбинированный метод квантовой и молекулярной механики для моделирования реакций ферментативного катализа.
Подготовил 8 кандидатов наук (на 2005 год). Всего А.В. Немухиным было опубликовано более 300 научных работ.

## Преподавательская деятельность
В Московском университете на химическом и биологическом факультетах читал курсы лекций: "Квантовая механика и строение молекул", "Молекулярное моделирование", "Физическая химия твердого тела", "Классическая механика и теория поля", "Квантовая механика", "Квантовая химия".

## Награды и звания
- Медаль «В память 850-летия Москвы»

Председатель диссертационных советов Д 501.001.50 и МГУ.02.02 по специальности 02.00.17 - Математическая и квантовая химия.
Член редколлегий журналов "Вестник Московского университета. Серия Химия" (1995), "Entropy", "Supercomputing Frontiers and Innovations".